# Нагиб Махфуз
Нагиб Махфуз (на арабски: نجيب محفوظ; правопис по Американската система BGN Naguib Mahfouz) е египетски писател.
Много от книгите му са забранени в Близкия изток заради обвинения в богохулство. През 1988 г. получава Нобелова награда за литература.
Заедно с Тауфик Ал-Хаким е смятан за най-модерния египетски писател и един от най-големите новатори в романи, написани на арабски език. Творбите му са свързани около неспособността на човек да избегне съдбата и социалните конвенции, и изследват темите на екзистенциализма. Махфуз публикува около 50 новели, 350 къси разказа, десетки сценария за филми и пет пиеси през 70-годишната му кариера. Много от произведенията му са пресъздадени в египетски и чуждестранни филми.

## Ранни години
Роден е в мюсюлманско семейство от средната класа с по-нисък статус в квартал Gamaleyya на Кайро. Кръстен е на професор Нагиб паша Махфуз (1882 – 1974 г.), известен коптски лекар, който го изражда. Махфуз е седмото и най-малкото дете от пет момчета и две момичета. През 1924 г. семейството се мести в друг известен квартал на Кайро – el-Abbaseyya, сравнително ново предградие на столицата. И двете места стават фон на много от творбите на Махфуз. Бащата на Махфус, описван като „старомоден“, е държавен служител, а Махфуз в крайна сметка върви по стъпките му. В детството си Махфуз чете много. Майка му от ранна възраст го води при пирамидите и в други музеи, свързани с древноегипетската история, която по-късно се превръща в основна тема в първите му три книги.
Семейството на Махфуз е вярващо в мюсюлманската религия и му дава строго ислямско възпитание. В интервю той допълва че е закърмен от религиозния климат у дома по време на детските си години. Той заявява, че „никой не би си помислил, че един ден ще излезе творец от това семейство“.
Египетската революция от 1919 г. оказва силен ефект върху Махфуз, въпреки че тогава той е само на седем години. От прозореца той често вижда британски войници, които стрелят по демонстрантите, мъже и жени. По-късно той отбелязва „Може да се каже, че едно нещо, което най-разтърси сигурността на детството ми беше революцията от 1919 година“. След завършване на средното си образование, Махфуз постъпва в университета Крал Фуад I (днес Каирски университет), където учи философия и се дипломира през 1934 г. През 1936 г. решава да стане професионален писател.

## Държавни постове
Махфуз напуска академичните среди и започва кариера в Министерството на религиозните въпроси. Скоро след това, поради атеизма си се премества в Министерството на културата, като длъжностното лице, отговорно за филмовата индустрия.
Бил е и дългогодишен държавен служител в Министерството на даренията, а след това, като директор на Бюрото за цензура в изкуството, директор на Фондацията за подкрепа на киноиндустрията и накрая като консултант в Министерството на културата. През 1969 г. става и редактор на водещия вестник „Ал Ахрам“. Пенсионира се през 1972 година.

## Брак
Махфуз остава ерген до 43-годишна възраст. Причината да не сключи брак е негово убеждение, че многобройните ограничения, с които би се сблъскал, ще затруднят литературното му бъдеще. През 1954 г. се жени за египтянка, която му ражда 2 дъщери.
Публикувал е 34 романа, над 350 кратки разказа, десетки сценария за филми и пет пиеси. Много от произведенията му са пресъздадени в египетски филми. Много от романите му са издавани като поредица в Ал-Ахрам, а негови писания редовно се публикуват в седмичната колона. Преди да получи Нобелова награда само няколко от романите му били издавани Запад.

## Произведения
- 1939: Cheops (عبث الأقدار), (на немски 2007, ISBN 3-293-20380-9)
- 1945: Das junge Kairo (на немски 2011, ISBN 978-3-293-00432-0)
- 1947: Die Midaq-Gasse (زقاق المدق), (на немски 1985, ISBN 3-293-20008-7)
- 1950: Anfang und Ende (بداية ونهاية), (на немски 2002, ISBN 3-293-20228-4)
- 1956: Zwischen den Palästen (بين القصرين), (на немски 1996, Kairoer Trilogie, Teil 1, ISBN 3-293-20065-6)
- 1957: Palast der Sehnsucht (قصر الشوق), (на немски 1996, Kairoer Trilogie, Teil 2, ISBN 3-293-20075-3)
- 1957: Zuckergässchen (السكرية), (на немски 1996, Kairoer Trilogie, Teil 3, ISBN 3-293-20080-X),
- 1959: Die Kinder unseres Viertels (اولاد حارتنا), (на немски 1990, ISBN 978-3-293-20378-5)
- 1961: Der Dieb und die Hunde (اللص والكلاب), (на немски 1993, ISBN 3-293-20027-3)
- 1964: Die Spur (الطريق), (на немски 1991, ISBN 3-293-00177-7)
- 1965: Der Rausch (الشحاذ), (на немски 2005, ISBN 978-3-293-20327-3)
- 1966: Das Hausboot am Nil (ثرثرة فوق النيل), Edition Orient, (на немски 1982, ISBN 3-922825-06-0)
- 1966: Geschwätz auf dem Nil (ثرثرة فوق النيل), Edition Orient, (на немски-арабски 2009, ISBN 978-3-922825-76-0)
- 1967: Miramar (ميرامار), (на немски 1989, ISBN 3-293-00150-5)
- 1974: Karnak-Café (الكرنك), (на немски 2009, Doria Kilias, Unionsverlag, Zürich ISBN 978-3-293-00400-9; Taschenbuch 2010: ISBN 978-3-293-20501-7)
- 1975: Ehrenwerter Herr, 1975 (حضرة المحترم), (на немски 2004, ISBN 3-293-20297-7)
- 1977: Das Lied der Bettler (ملحمة الحرافيش), (на немски 1995, ISBN 3-293-00219-6)
- 1981: Die Nacht der tausend Nächte (ليالي ألف ليلة), (на немски, ISBN 3-293-20158-X)
- 1983: Die Reise des Ibn Fattuma (رحلة ابن فطومه), (на немски 2004, ISBN 3-293-00337-0)
- 1985: Echnaton: Der in der Wahrheit lebt (العائش في الحقيقة), (на немски 1999, ISBN 3-293-00267-6)
- 1985: Der letzte Tag des Präsidenten (يوم قتل الزعيم), (на немски 2001, ISBN 3-293-00288-9)
- 1994: Echo meines Lebens (أصداء السيرة الذاتية ), (на немски, ISBN 3-293-20185-7)
- Die Moschee in der Gasse, Erzählungen, (на немски 1978, ISBN 3-379-00517-7)
- Die segensreiche Nacht, Erzählungen, (на немски 1994, ISBN 3-293-20036-2)